# Окано
Окано је десети албум Здравка Чолића. Издат је 2000. године.
До августа 2001, албум је био продат у 14.440 примерака, а до новембра исте године у 15.900 примерака.

## Песме
1. Окано
2. Мјеркам те, мјеркам
3. Ајде иди
4. У боји вина
5. Хотел Балкан
6. Ноћ ми те дугује
7. Стави прст на чело
8. Идем да одморим
9. Красива
10. На адреси ти пише...
11. Куба
12. Шта радиш ту

## Пријем
Портал Монитор из Хрватске је писао да је Окано израз од миља за оне које се највише воли, а најкривљи су били Бајага, сам Чолић и на крају студио у ком је снимљен албум Lucky Sound из Београда.

## Топ листа
| Листа     | Највиша позиција |
| --------- | ---------------- |
| ТВ ревија | 1                |

## Обрада
- 9. [6][7]